# Orlando Zapata
Orlando Zapata Tamayo (Santiago de Cuba, 15 de maio de 1967 - La Habana, 23 de fevereiro de 2010) foi um ativista político cubano, membro do Movimiento Alternativa Republicana, opositor do governo de Fidel e Raúl Castro e prisioneiro político que morreu após realizar uma greve de fome de mais de 80 dias em protesto ao regime castrista, às condições desumanas na prisão e ao estado de outros presos políticos no presídio de Holguín. Após sua morte, cinco outros dissidentes cubanos presos começaram uma greve de fome em protesto.
Orlando Zapata ganhava a vida como pedreiro e encanador. Foi preso em 2003 com a justificativa de desacato, perturbar a paz, duas acusações de fraude, exibicionismo público, lesões e posse de armas brancas para ser posteriormente condenado a 3 anos de prisão. Suas atitudes de desafio às autoridades desencadearam uma série de julgamentos, tendo sua pena aumentada para 30 anos.